# Cheirostylis montana
Cheirostylis montana är en orkidéart som beskrevs av Carl Ludwig von Blume. Cheirostylis montana ingår i släktet Cheirostylis och familjen orkidéer. Inga underarter finns listade i Catalogue of Life.